# Атамекен (Байтерецький район)
Атамеке́н (каз. Атамекен) — село у складі Байтерецького району Західноказахстанської області Казахстану. Адміністративний центр Атамекенського сільського округу.
Населення — 882 особи (2021; 1016 у 2009, 1104 у 1999, 1384 у 1989).
До 2022 року село називалось Желєзново.